# Значкове
Значкове́ — село в Україні, у Павлівській сільській громаді Запорізького району Запорізької області. До 2016 року орган місцевого самоврядування — Павлівська сільська рада. Населення складає 275 осіб (станом на 1 січня 2007).

## Географія
Село Значкове розташоване за 37 км від обласного центру та 12 км від міста Вільнянська, за 1 км від правого берега річки Солона. Сусідні села: Василівка та Резедівка (за 1 км). Селом тече пересихаючий струмок із загатою. Поруч пролягає залізнична лінія Синельникове I — Запоріжжя I, ня якій розташований однойменний зупинний пункт. Площа села — 115, налічується 116 домогосподарств.

## Історія
Село засноване близько 1780 року як поміщицьке на землях поручика Миколи Значко-Яворського, проте в деяких джерелах вважається, що село засноване у 1865 році.
7 (20) листопада 1917 року, відповідно до Третього Універсалу Української Центральної Ради, увійшло до складу Української Народної Республіки.
Внаслідок поразки Перших визвольних змагань село на тривалий час було окуповане більшовицькими загарбниками.
У 1932—1933 роках селяни зазнали сталінського геноциду.
21 вересня 1943 року, під час німецько-радянської війни, село Значкове було звільнено Червоною армією від німецько-фашистських окупантів. Цього дня і досі відзначається День села.
З 24 серпня 1991 року село у складі Незалежної України.
У 2001 році, під час перепису населення, 87,57 % мешканців села назвали рідною мовою українську, 12,15 % — російську.
16 грудня 2016 року, в ході децентралізації, Павлівська сільська рада.
об'єднана з Павлівською сільською громадою.
12 червня 2020 року, відповідно до розпорядження Кабінету Міністрів України № 713-р «Про визначення адміністративних центрів та затвердження територій територіальних громад Запорізької області», село увійшло до складу Павлівської сільської територіальної громади.
19 липня 2020 року, в результаті адміністративно-територіальної реформи та ліквідації Вільнянського району, село увійшло до складу новоутвореного Запорізького району.

## Населення

### Мова
Розподіл населення за рідною мовою за даними перепису 2001 року:
| Мова            | Кількість | Відсоток |
| --------------- | --------- | -------- |
| українська      | 310       | 87.57%   |
| російська       | 43        | 12.15%   |
| інші/не вказали | 1         | 0.28%    |
| Усього          | 354       | 100%     |

## Пам'ятка
В центрі села знаходиться братська могила вояків Червоної армії та радянський пам'ятник односельцям,  полеглим під час Другої світової війни.